# Kubeflow
 (septembre 2019).
Kubeflow est une plate-forme logicielle libre et à source ouverte développée par Google et publiée pour la première fois en 2018. Kubeflow est conçu pour développer des applications d’apprentissage automatique (utilisant par exemple TensorFlow) et les déployer vers Kubernetes. Kubeflow était basé sur la méthode interne de Google pour déployer les modèles TensorFlow sur Kubernetes, appelé TensorFlow Extended.